# Бурлаки (Армизонский район)
Бурлаки́ — деревня в Армизонском районе Тюменской области России. Входит в состав Орловского сельского поселения.

## География
Деревня находится в южной части Тюменской области, в лесостепной зоне, в пределах Ишимской равнины, на южном берегу одноимённого озера, к западу от Таволжанских озёр, на расстоянии примерно 6 км (по прямой) к юго-юго-востоку (SSE) от села Армизонское, административного центра района. Абсолютная высота — 137 м над уровнем моря.
Климат
Климат резко континентальный с теплым летом и суровой холодной зимой. Годовое количество осадков — 310 мм. Средняя температура января составляет −18,2 °C, июля — +18,1 °C.
Часовой пояс
Деревня Бурлаки, как и вся Тюменская область, находится в часовой зоне МСК+2. Смещение применяемого времени относительно UTC составляет +5:00.

## История
В 1926 году в деревне Бурлаково имелось 78 хозяйств и проживало 370 человек (175 мужчин и 195 женщин). Функционировала школа I ступени. В административном отношении являлась центром Бурлаковского сельсовета Армизонского района Ишимского округа Уральской области.

## Население
| 1989 | 2002 | 2010 |
| ---- | ---- | ---- |
| 167  | ↘141 | ↘121 |

Гендерный состав
По данным Всероссийской переписи населения 2010 года, в гендерной структуре населения мужчины составляли 49,6 %, женщины — соответственно 50,4 %.
Национальный состав
Согласно результатам переписи 2002 года, в национальной структуре населения русские составляли 94 % из 141 чел.

## Инфраструктура
В деревне действуют фельдшерско-акушерский пункт, сельский клуб, отделение связи, объекты торговли.

## Улицы
Уличная сеть деревни состоит из двух улиц (ул. Севастьяновых и ул. Центральная).